# دریاچه چاد
دریاچهٔ چاد پس از دریاچه ویکتوریا، بزرگ‌ترین دریاچهٔ آب شیرین در قارهٔ آفریقا است.
دریاچهٔ چاد برای ۳۰ میلیون نفری که در پیرامون آن زندگی می‌کنند از اهمیت بسیار بالایی برخوردار است. کشورهای چاد، کامرون، نیجر و نیجریه با این دریاچه، هم‌کرانه‌اند. در این دریاچه چند جزیرهٔ کوچک و تپه‌های شنی وجود دارد و کرانه‌های آن بیشتر مردابی است. بیشتر آب آن از رودهای شاری و لوگون تأمین می‌شود.
دریاچه چاد همانند دریای مرده یک حوضه بسته است. این دریاچه بسیار کم‌ژرفا است و ژرف‌ترین نقطهٔ آن ۷ متر عمق دارد.
به این خاطر و در اثر خشک‌سالی و آبیاری زمین‌های پیرامون، مساحت این دریاچه در سال‌های اخیر به شدت کاهش یافته‌است.
در حدود ۶۰۰۰ سال پیش، مساحت دریاچهٔ چاد از مساحت دریای خزر نیز بیشتر بود.

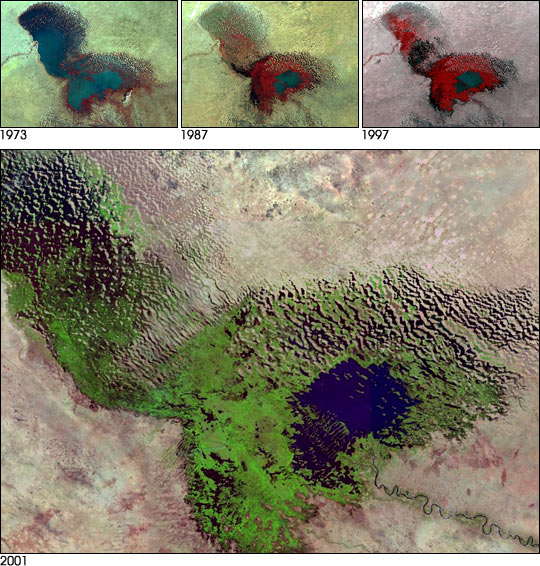
تغییر مساحت دریاچهٔ چاد از سال ۱۹۷۳ تا ۲۰۰۱.

## پیشینه
کشور چاد نام خود را از نام دریاچه چاد گرفته‌است. نام چاد از کلمه کانوری ساده «Sádǝ» به معنی «پهنه بزرگ آب» گرفته شده‌است. این دریاچه بازمانده یک دریای قدیمی محصور به خشکی است که «دیرین‌دریاچه عظیم چاد» نامیده می‌شود و در دوره پربارش نوسنگی شمال آفریقا وجود داشته‌است. در آن دوره، تقریباً در حدود ۵۰۰۰ سال پیش از میلاد، در منطقه امروزی صحرای بزرگ آفریقا چهار دریاچه بزرگ وجود داشت که «دیرین‌دریاچه عظیم چاد» بزرگ‌ترین آنها بود.
مساحت دریاچه قدیمی و عظیم چاد بالغ بر یک میلیون کیلومتر مربع تخمین زده می‌شود که بزرگ‌تر از وسعت امروزی دریای خزر است.
در بزرگ‌ترین شکل آن دریاچه کهن، رودخانه مایو کبی خروجی آن را تشکیل می‌داد و آب دریاچه را به رودخانه نیجر و سپس اقیانوس اطلس می‌ریخت.
این خروجی به عنوان پایین‌ترین نقطه در حاشیه حوضه آبی دریاچه چاد، در حال حاضر در حدود ۳۲۰ متر بلندتر از سطح دریا قرار دارد، به این معنی که حتی اگر دریاچه چاد دوباره تا بیشترین حد خود پر شود، عمق آن تقریباً تنها ۵۰ متر خواهد بود.
وجود گاوهای دریایی آفریقایی در ریزاب‌های امروزی دریاچه چاد شاهدی بر این تاریخ قدیم است، زیرا این جاندار تنها در رودخانه‌های متصل به اقیانوس اطلس وجود دارد و به‌طور جداگانه در حوضه‌های آبی محصور تکامل نمی‌یابد.
رومی‌ها در قرن اول امپراتوری خود به دریاچه چاد رسیدند. در زمان آگوستوس دریاچه چاد هنوز یک دریاچه عظیم بود و برای رسیدن به آن دو لشکرکشی رومی ترتیب داده شد و سپتیمیوس فلاکوس و جولیوس ماترنوس توانستند به «دریاچه اسب آبی» برسند. این نامی بود که بطلمیوس به این دریاچه داده بود.
این دو لشکر از طرابلس ساحلی حرکت کرده و از کنار کوهستان تیبستی عبور کردند. هر دو لشکرکشی از قلمرو گرامه‌ای‌ها گذشتند و پس از سه ماه سفر در سرزمین‌های بیابانی توانستند یک پادگان کوچک در «دریاچه اسب آبی و کرگدن» برپا کنند.
دریاچه چاد برای اولین بار در سال ۱۸۲۳ توسط اروپاییان مورد بررسی قرار گرفت و به عنوان یکی از بزرگترین دریاچه‌های جهان در آن زمان در نظر گرفته شد. در سال ۱۸۵۱، گروهی شامل هاینریش بارت، کاوشگر آلمانی، یک قایق را از طرابلس از مسیر زمینی با شتر به کناره این دریاچه رساندند و اولین بررسی روی آب این دریاچه توسط اروپاییان را انجام دادند.جیمز ریچاردسون، رهبر گروه اعزامی انگلیس، چند روز پیش از رسیدن به دریاچه درگذشت.

## گیاهان
این دریاچه بیش از ۴۴ گونه جلبک را در خود جای داده‌است و به‌ویژه یکی از بزرگترین تولیدکنندگان جلبک اسپیرولینای وحشی برای مکمل غذایی در جهان است. این دریاچه همچنین دارای مناطق وسیعی از باتلاق و نیزار است. دشت‌های سیلابی در حاشیه جنوبی دریاچه پوشیده از چمنزارهای تالابی گیاهانی مانند برنج ارزنی، خس‌خس سیاه، برنج پرچم‌دراز و نریشت بزرگ است.

## کاهش شدید سطح دریاچه
آب دریاچه چاد از دهه ۱۹۶۰، زمانی که ارتفاع خط کناره آن حدود ۲۸۶ متر از سطح دریا ارتفاع داشت و مساحت آن بیش از ۲۶۰۰۰ کیلومتر مربع بود، به‌طور قابل توجهی کاهش یافته‌است. افزایش مصرف آب مردم محلی، احتمالاً این روند را در طول ۴۰ سال گذشته شتاب بخشیده‌است.
کاهش آب این دریاچه تأثیرات مخربی بر نیجریه داشته‌است. به دلیل روش بهره‌گیری ساکنان از این دریاچه در دهه‌های اخیر، سازمان خواربار و کشاورزی ملل متحد وضعیت این دریاچه را یک فاجعه زیست‌محیطی معرفی کرده‌است. گسترش جمعیت انسانی و استخراج ناپایدار آب از دریاچه چاد باعث شده‌است که با کاهش سطح دریاچه چندین گونه طبیعی تحت فشار قرار بگیرند و تهدید شوند. برای نمونه کاهش تعداد یا ناپدید شدن سگ وحشی آفریقایی در منطقه دریاچه چاد را با این امر مرتبط می‌دانند.
به‌رغم تلاش‌های صورت گرفته در محل برای اعمال مدیریت منطقی تر آب رودهای فرعی (به خصوص رود شاری و لوگون که در انجامنا به هم می‌پیوندند)، نیاز سی میلیون نفر به آب برای تغذیه، ماهیگیری، دام پروری، کشاورزی، در شرایط کمیاب شدن آب، باعث بروز تنش‌هایی شده و نابودی این منبع حیاتی را تسریع می‌کند. احتمال دارد دریاچهٔ چاد که کانون مهم تنوع زیستی برای این منطقه از آفریقا محسوب می‌شود به سرنوشت دریاچه آرال در آسیای مرکزی دچار شود. اگر اقدامی صورت نگیرد امکان نابودی سریع آن وجود دارد.

## حملات اسلام‌گرایان
منطقه دورافتاده پیرامون دریاچه چاد، در منطقه مرزی بین چاد و نیجریه، در سال‌های اخیر نیز صحنه درگیری‌هایی بوده‌است که ناشی از فعالیت سازمان تروریستی بوکوحرام است. بحران انسانی ناشی از این بحران به طرز نگران‌کننده‌ای در حال بدتر شدن است. به دنبال کمین بوکوم حرام برای پرسنل نظامی چاد در مارس ۲۰۲۰ و حمله به این سربازان، ارتش چاد این حمله را با از بین بردن پنج اردوگاه بوکوحرام در اطراف دریاچه چاد تلافی کرد. بر اثر حملات این گروه به ایالات دریاچه چاد حداقل ۲ هزار نفر کشته شده‌اند. داعش در استان غرب آفریقا در سال ۲۰۱۶ و زمانی شکل گرفت که شاخه‌ای از بوکوحرام نیجریه با داعش اعلام بیعت کرد. اقدامات آنها بر کشورهای حوزه دریاچه چاد شامل نیجریه، نیجر، چاد و کامرون تأثیر گذاشته است.

## نگارخانه

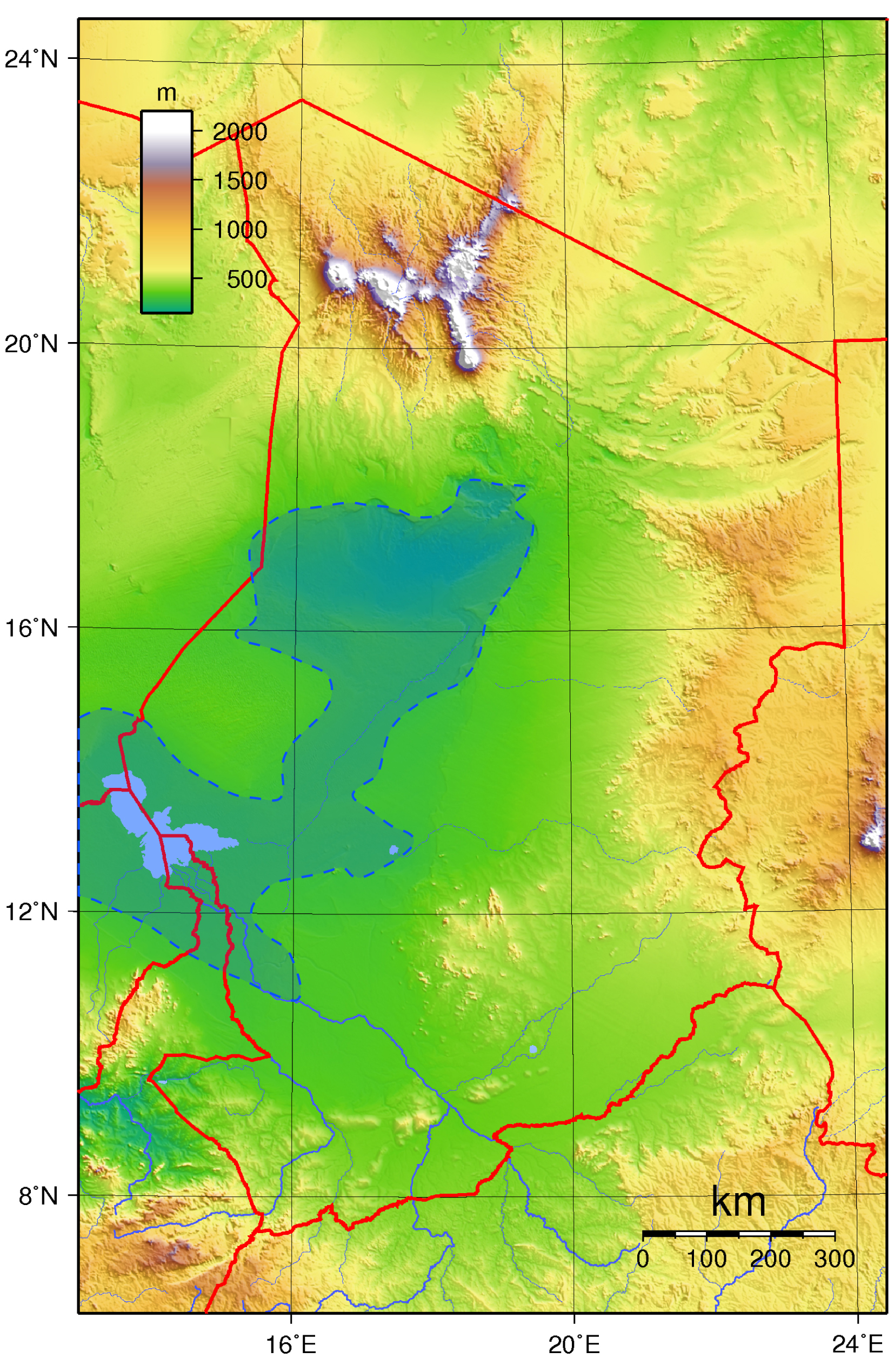
«دیرین‌دریاچه عظیم چاد»
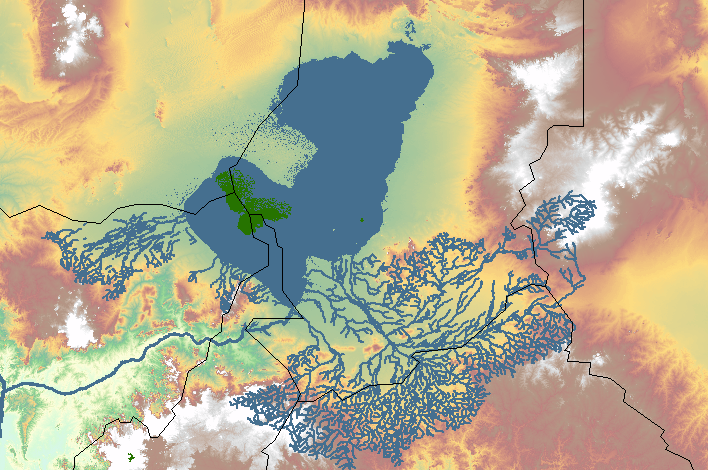
«دیرین‌دریاچه عظیم چاد» به رنگ آبی دودی.
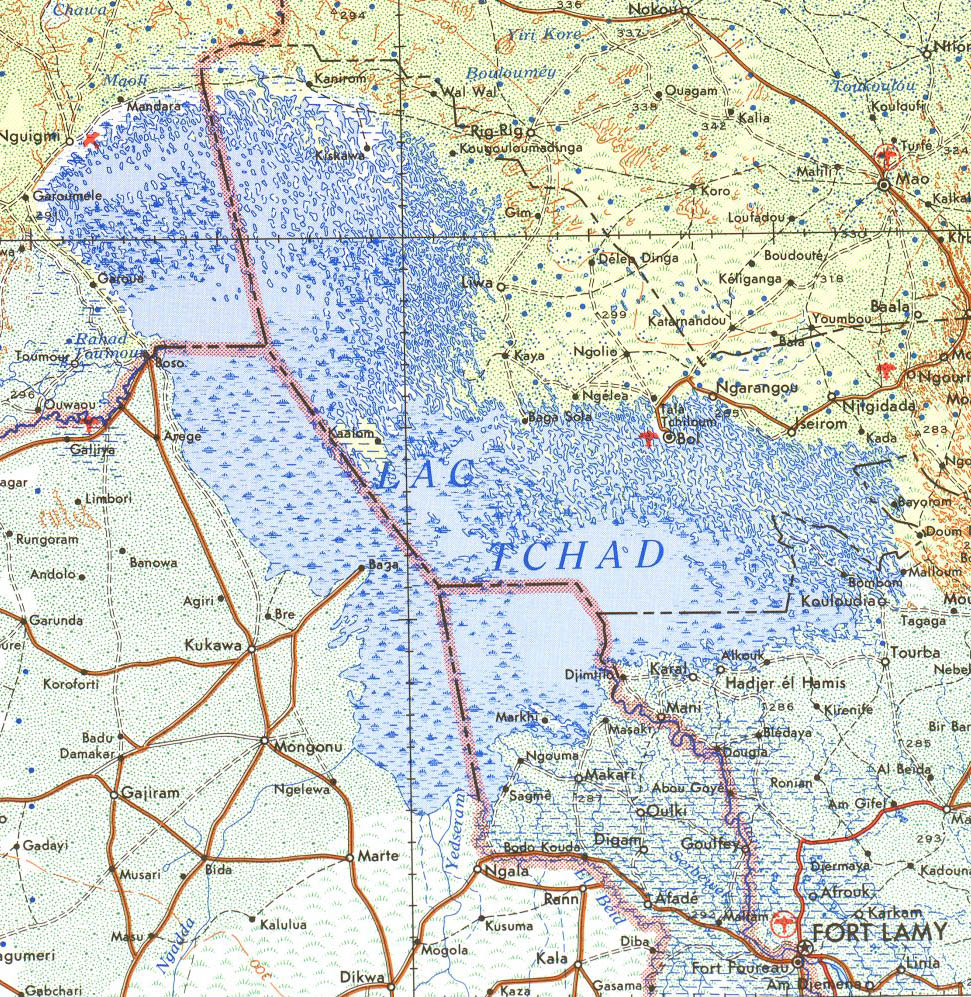
دریاچه چاد در سال ۱۹۷۳.
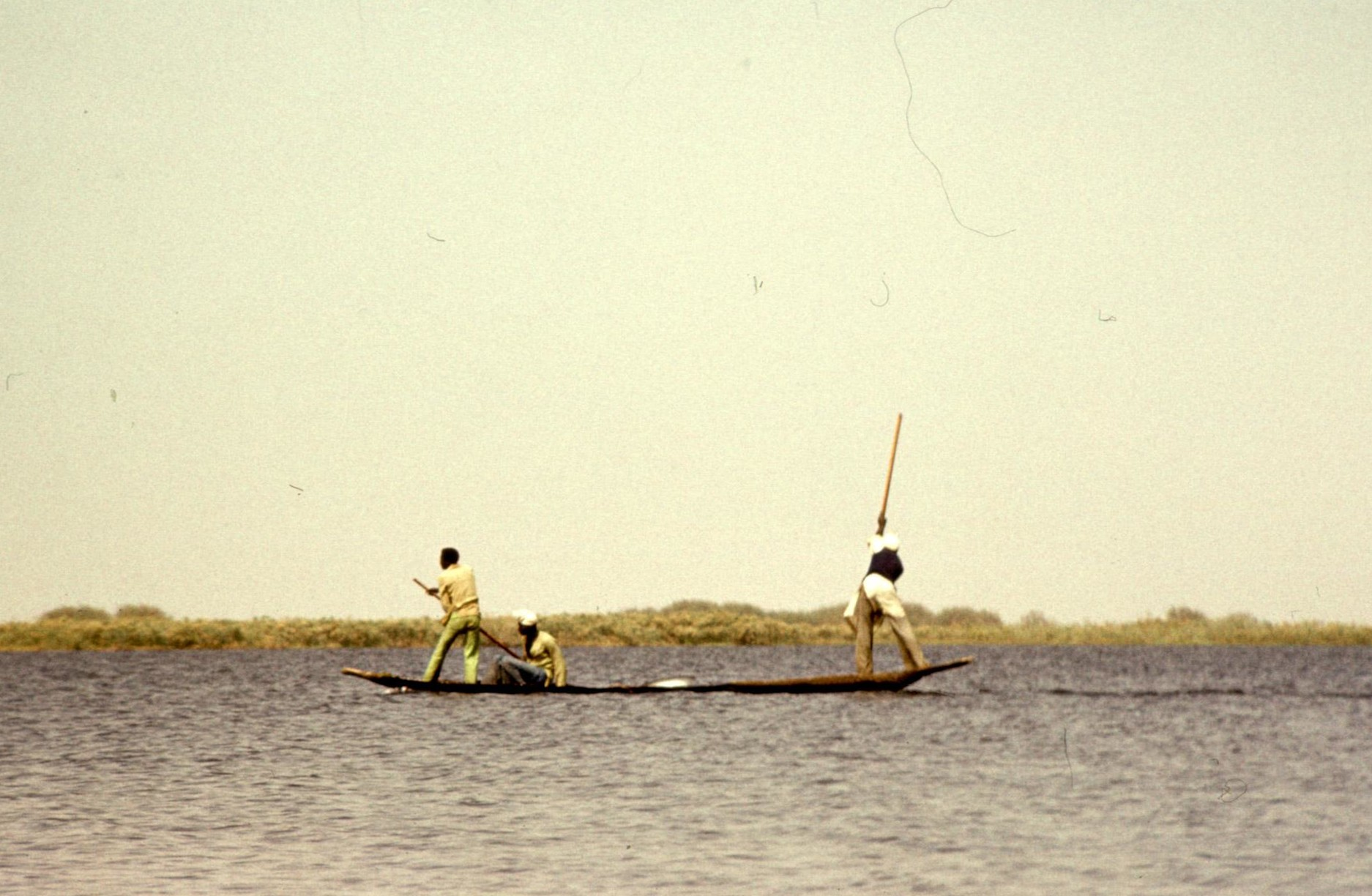
۱۹۷۷
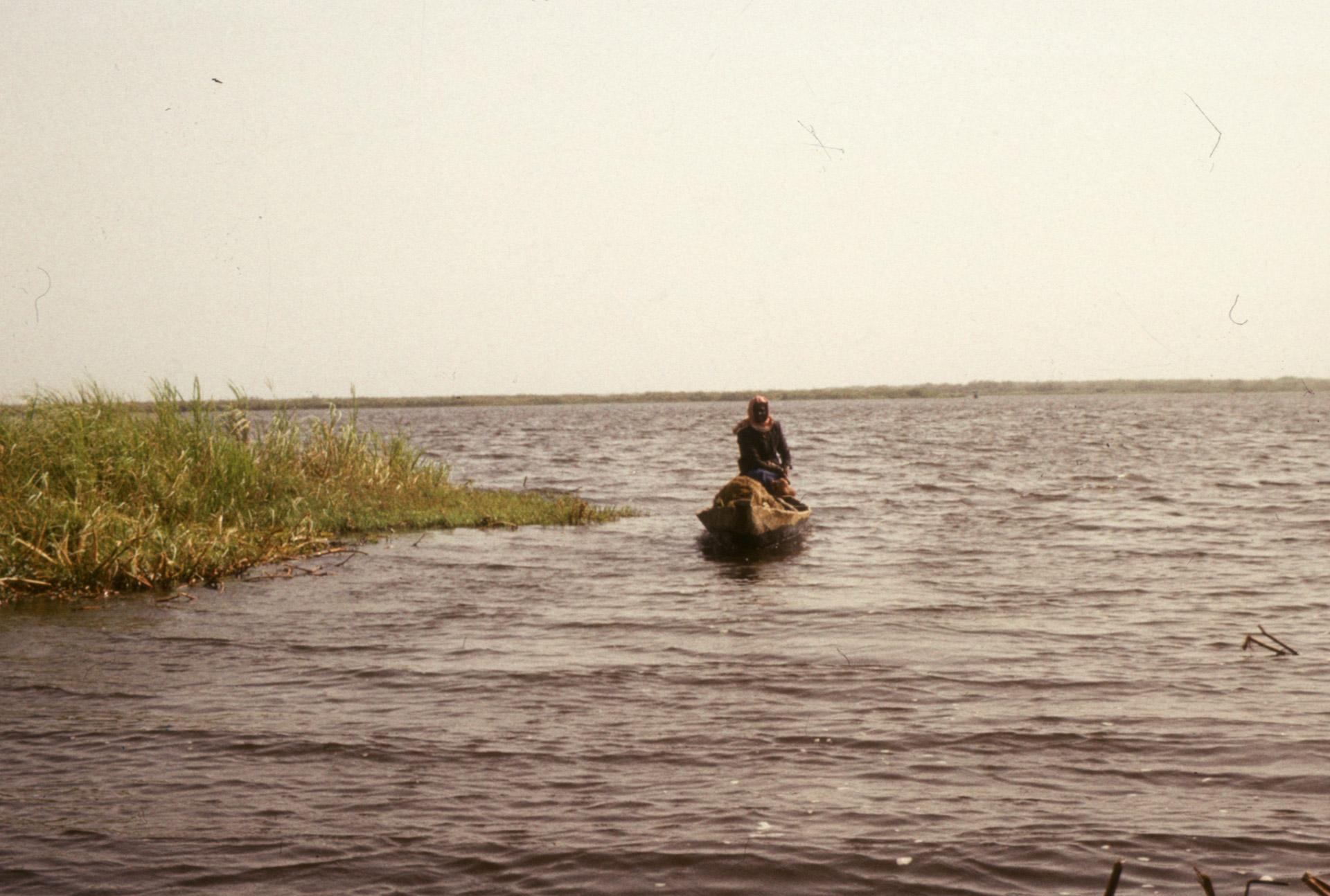
۱۹۷۷
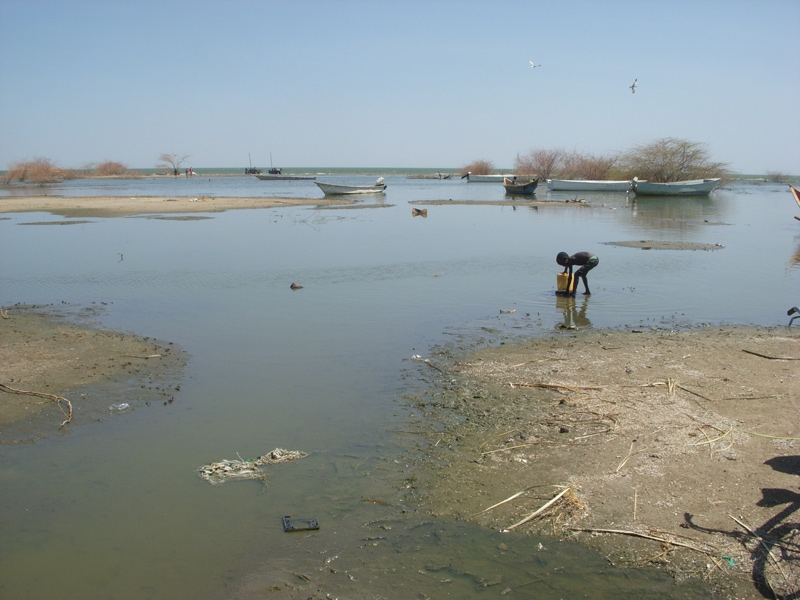